# Daïra de Tighennif
La daïra de Tighennif est une circonscription administrative algérienne située dans la wilaya de Mascara. Son chef-lieu est situé sur la commune éponyme de Tighennif.

## Communes
La daïra regroupe les trois communes de Tighennif, Sidi Kada et Sehailia.